# Leigh Bardugo
Leigh Bardugo (em hebreu: לי ברדוגו; Jerusalém, 6 de abril de 1975) é uma escritora israelense, naturalizada norte-americana, de livros de fantasia, jovem/adulto. Ela é mais conhecida por seus romances no Universo Grisha para o público juvenil, que incluem a trilogia Shadow and Bone, a duologia Six of Crows, a duologia King of Scars, e outros livros, com a adaptação Shadow and Bone pela Netflix.

## Biografia
Bardugo nasceu em Jerusalém e cresceu em Los Angeles. Ela frequentou a Universidade de Yale. Mora atualmente em Hollywood, de vez em quando também canta com sua banda: Captain Automatic. Foi considerada uma das seis melhores autoras estreantes de 2012 pelo comitê New Voices da American Booksellers Association e também ganhou uma indicação ao prêmio Abraham Lincoln Award e ao Indie Next List Selection.
Na seção de agradecimentos do livro Six of Crows, Bardugo revela que sofre de osteonecrose e às vezes precisa usar uma bengala; esta foi uma fonte de inspiração para um dos seis protagonistas da história, o ladrão mestre e chefe da gangue: Kaz Brekker, que usa uma bengala.

## Adaptações

### SérieShadow and Bone
Em janeiro de 2019, a Netflix encomendou uma série de oito episódios baseada na série de livros Shadow and Bone e Six of Crows. A série foi lançada na plataforma em 23 de abril de 2021. Em junho de 2021, a série foi renovada para uma segunda temporada também composta por oito episódios, adaptando Siege and Storm (2013) e outro enredo original com os Corvos.

### Ninth House
Em outubro de 2019, a Amazon Studios anunciou que adaptaria o livro Ninth House. Bardugo está definida como produtora executiva do projeto ao lado de Pouya Shahbazian.

## Obras

### O Grishaverso
| Ano  | Título Original | Ano no Brasil | Título no Brasil | Ano em Portugal | Título em Portugal             |
| ---- | --------------- | ------------- | ---------------- | --------------- | ------------------------------ |
| 2012 | Shadow and Bone | 2013          | Sombra e Ossos   | 2013            | Shadow and Bone - Luz e Sombra |
| 2013 | Siege and Storm | 2014          | Sol e Tormenta   | 2022            | Cerco e Tempestade             |
| 2014 | Ruin and Rising | 2015          | Ruína e Ascensão | 2023            | Ruína e Revolta                |

| Ano  | Título Original | Ano no Brasil | Título no Brasil                     |
| ---- | --------------- | ------------- | ------------------------------------ |
| 2015 | Six of Crows    | 2016          | Six Of Crows: Sangue e Mentiras      |
| 2016 | Crooked Kingdom | 2017          | Crooked Kingdom: Vingança e Redenção |

| Ano  | Título Original | Ano no Brasil | Título no Brasil                       |
| ---- | --------------- | ------------- | -------------------------------------- |
| 2019 | King of Scars   | 2022          | King Of Scars: Trono de Ouro e Cinzas  |
| 2021 | Rule of Wolves  | 2022          | Rule of Wolves: Trono de Prata e Noite |

| Ano  | Título Original | Ano no Brasil | Título no Brasil                                            |
| ---- | --- | ------------- | ----------------------------------------------------------- |
| 2017 | The Language of Thorns - Livro 6 contos do Universo Grisha, menos "The Tailor" e "The Demon in the Wood(2015 Prequel)" | TBA           | TBA                                                         |
| 2020 | The Lives of Saints | 2021          | A Vida dos Santos                                           |
| 2022 | Demon in the Wood: Graphic Novel                                                                                       | 2023          | O Demonio na Floresta: Uma Graphic Novel de Sombras e Ossos |

### Série Alex Stern
| Ano  | Título Original | Ano no Brasil | Título no Brasil |
| ---- | --------------- | ------------- | ---------------- |
| 2019 | Ninth House     | 2020          | Nona Casa        |
| 2023 | Hell Bent       | TBA           | TBA              |

### Outro
- Wonder Woman: Warbringer (2017) no Brasil: Mulher-Maravilha: Sementes da guerra (2017)